# کمی‌یروی
کِمی‌یَروی یکی از شهرهای فنلاند است.